# Lada Zhiguli/VAZ-2101
El Lada Zhiguli/VAZ-2101 es un automóvil de turismo producido desde 1969 hasta 2012 por la marca rusa AvtoVAZ, sobre la base de un diseño de la firma de automóviles italiana Fiat. Inicialmente estaba disponible en una sola versión de 4 puertas, y con posterioridad fue presentada la versión familiar.

## Historia
El 16 de agosto de 1966, se reunían en Moscú la empresa del Soviet de Comercio Exterior de cooperación científica y técnica con el fabricante de coches italiano Fiat, para dar finalmente una luz al desarrollo local de coches en la Unión Soviética para pasajeros por un período de 8 años.
En el marco del proyecto aprobado para construir una novedosa planta automotriz en la URSS, con los debidos traslados tecnológicos y capacitación del personal de producción, la puesta en operación de la planta no sucedería sino hasta 1970. En este acuerdo se definen los modelos a producir bajo licencia, y luego se autorizó su desarrollo localmente: Los primeros dos coches serían un sedán (VAZ-2101) y una berlina (VAZ-2102), aparte del vehículo "de lujo" (VAZ-2103). Como prototipo de la producción se determinó de inmediato que el desarrollo se haría basándose en el modelo Fiat 124, el cual ganó en 1967 el título de "Coche del Año".
En el verano de 1966 fueron capacitados y familiarizados con el coche italiano los primeros especialistas soviéticos para así darles a entender el tamaño de la encomienda asignada: un auto fiable pero asequible a las masas. Las pruebas de dicho modelo en las carreteras soviéticas fueron desvelando graves problemas con los costes de producción, en especial el sistema de frenado de los frenos traseros, que eran de disco, tecnología imposible de homologar en la Unión Soviética. La poca distancia al suelo y el problema  del sistema de anillos en el motor harían que su funcionamiento fuese aún más problemático en los caminos de tierra.
La insatisfacción con su desempeño en los ingenieros soviéticos tendrían el poco rememorable origen de un término de uso industrial (un motor también llamado "nizhnevalny" o desechable), o absolutamente inútil en términos de desarrollo de diseño adicional. Todos los comentarios de los especialistas soviéticos fueron considerados por los diseñadores italianos, y dieron origen a mejoras sustanciales, aplicadas posteriormente en los coches manufacturados en Italia.
Cambios menores fueron aplicados en el chasis y la transmisión, y como resultado, el VAZ-2101 ya era sustancialmente diferente de los Fiat 124, sus frenos traseros dejaron el moderno sistema de discos reemplazándose por uno menos efectivo, pero más económico de  producir, como es el de campanas o tambores, y una suspensión más robusta de muelles helicoidales que haría que los baches de las rutas sin asfaltar se enfrentaran de mejor manera. En resumen: el conjunto de ejes delanteros fue mejorado, y el eje trasero fue reforzado aunque mantuvo el sistema de muelles helicoidales y barra Panhard del modelo Italiano aunque es más robusto, y un sistema de dirección de eje abierto con soporte intermedio, aparte de que la adherencia se haría mayor y en que su diseño fuere modificado el de la transmisión. En términos de comodidad, el VAZ-2101 era mejor que el original de la Fiat, porque los asientos delanteros se podían transformar en camas, supliendo la carencia de redes hoteleras en la Unión Soviética, lo que sería posteriormente apreciado por sus miles de nuevos propietarios.
Curiosamente, algunas innovaciones han sido aplicadas al "modelo cero" y al "modelo uno", con el fin de unificarlos y hacerlos lo más semejantes posibles al modelo de lujo del Fiat 124, el Fiat 124S, lo que fue logrado con el VAZ-2103. En primer lugar, se añade una puerta de apertura al exterior de bisagras muy manejable y resistente al mal trato.
El VAZ-2101 también retuvo el diseño original de los espejuelos retrovisores. En total, al Fiat 124 se le realizaron más de 800 cambios en su diseño, tras lo cual fue nombrado Fiat 124R, o como "Fiat 124 Rusificado", el cual fue de gran aporte para la empresa FIAT; y su modelo el Fiat 124, y con el cual se han acumulado una gran cantidad de datos e información única acerca de la fiabilidad de sus vehículos en condiciones extremas.
Los seis primeros coches de la primera serie de coches Lada Zhiguli/VAZ-2101 serían puestos en servicio el 19 de abril del año 1970, y los trabajos de producción en las líneas de producción principal comenzarían en agosto del mismo año. Antes del final de año en Tolyatti se habrían fabricado ya cerca de 21.530 "Zhigulis", y en 1971 esta cifra aumentó hasta los 172.175 vehículos. El pico de producción del VAZ-2101 sería visto en 1973, cuando se fabricaron unos 379.007 ejemplares. La planta de Tolyatti operaría a su máxima y plena capacidad desde 1974.
Para el lanzamiento oficial de este modelo, en el mes de mayo del año 1972, la Fábrica de Automóviles del Volga fue galardonada con el Premio Internacional "Golden Mercury". En el año 2000, al VAZ-2101 se le nombró como el mejor coche doméstico del siglo XX; como resultado de una encuesta hecha a nivel nacional en Rusia, y realizada por la revista especializada "La Rueda". Durante todo su tiempo de producción (de 1970 hasta 2012) la Fábrica de automóviles del río Volga ha dado la vida a más de 17.860.000 vehículos basados en su plataforma (cuya producción se situaría desde 1970 hasta 1988) sería de cerca de los 4.850.000, incluyendo todos los modelos que tomaran como base los componentes mecánicos del VAZ-2101 así como a todas las modificaciones que del sedán se derivaron. Sobre la base mecánica del VAZ-2101 se crearon varios modelos, y así se conoció como el "coche clásico" de la familia de autos de la VAZ/Lada, los cuales estuvieron en producción hasta el 17 de abril de 2012, siendo cedidos sus derechos de producción a la planta local Izhmash y a la planta ucraniana Bogdan junto con otros de sus modelos ya descontinuados pero con ventas aún asumibles.

### El Zhiguli en el mundo
El Zhiguli fue uno de los primeros modelos de Lada de los que serían producidos bajo licencia de la Fiat, y que como en otros países; sería posible su fabricación gracias a los acuerdos de licencia firmados con otros fabricantes locales y el autoproductor italiano.
En la planta de VAZ se iniciaría su producción gracias a un acuerdo muy importante, que sería firmado entre los gobiernos de Italia y de la Unión Soviética, a partir del cual Lada fabricó este modelo durante décadas con varias denominaciones, desde Lada 2101 a Lada 2107, siendo conocido popularmente como "Zhiguli", e incluso se llegaría a la construcción de la ciudad anexa a la planta de ensamblaje y fabricación, la que se denominó en honor al comunista italiano Palmiro Togliatti, gran político comunista italiano de la posguerra, quien facilitara el convenio entre la Fiat y el régimen soviético y quien moriría en Yalta, Ucrania, eso sí; en una de las cláusulas de arreglo se adiciona que "ningún coche producido en Rusia podría ser vendido en Italia".
En Cuba es el auto utilizado por las fuerzas de seguridad del Estado y también es utilizado como taxi, en Rusia es el auto más económico y más producido, con más de 17 millones de unidades manufacturadas hasta la fecha, y que aún a la fecha se sigue fabricando pero ya no por AvtoVAZ, sino por Izhmash; una firma que ha comprado incluso la licencia de producción del Lada Samara, pero en el cual se siguen reteniendo prácticamente todos los acabados del modelo original de AvtoVAZ.

## Diseño y mecánica

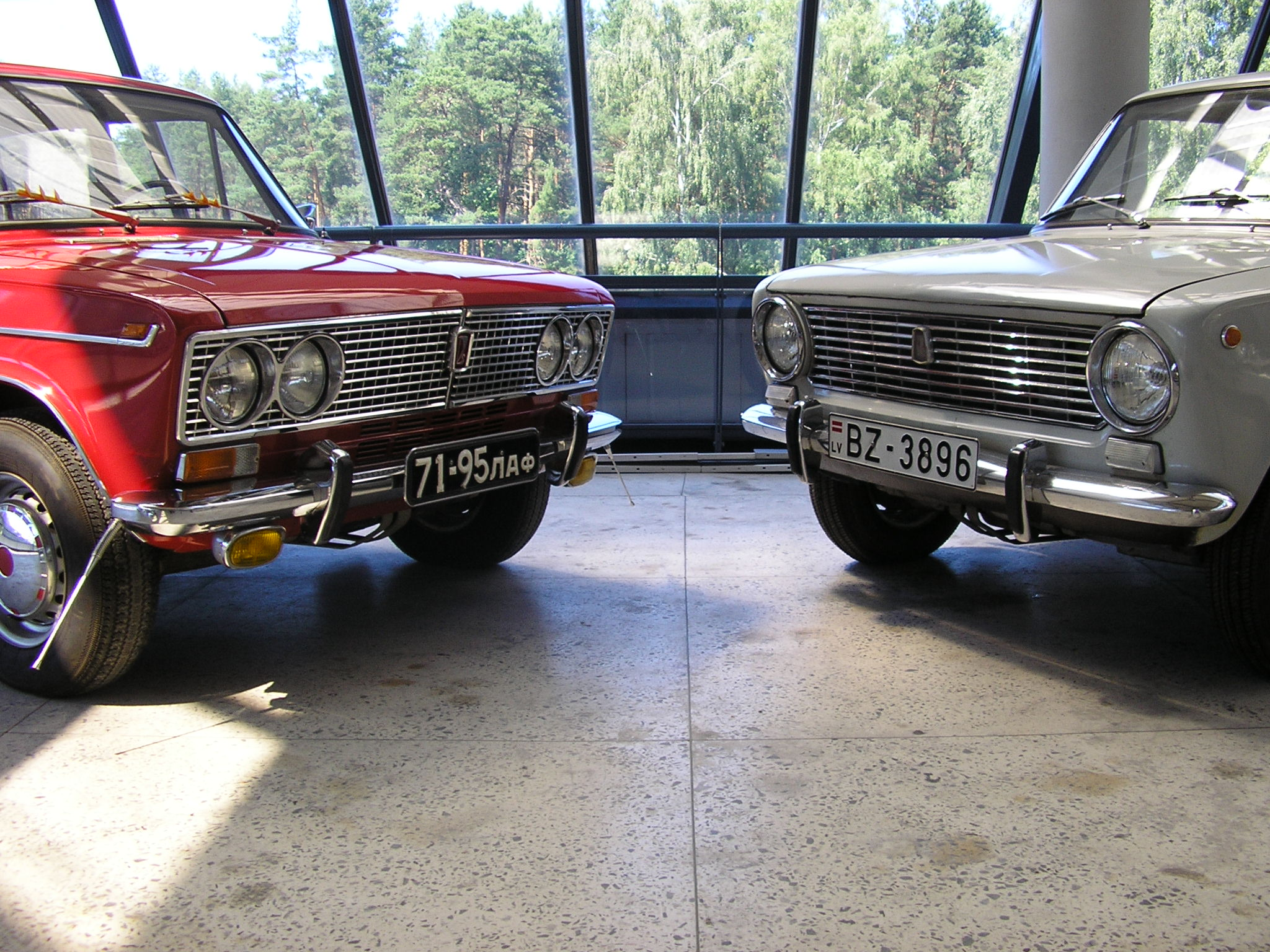
Una foto en donde se pueden apreciar algunas de las diferencias estéticas entre el VAZ-2103 (izquierda) y el VAZ-2101 (derecha).

En el marco de cooperación entre los gobiernos socialista de Italia, y el soviético, el modelo 124 sería licenciado para su producción en Rusia, obviamente con una serie de reglas que lo enajenaban para ser única y exclusivamente comercializado en Rusia (ya que dada las grandes cadenas de producción rusas le podrían dar un severo golpe a la producción italiana), a pesar de lo cual se vieron unos pocos ejemplares en dicho país.
Se destacaba por ser algo diferente al modelo de la Fiat, el cual ya era un modelo completamente aceptado, y en el que se partía de soluciones técnicas clásicas (tracción posterior y eje posterior rígido, teniendo muelles y amortiguadores coaxiales), pero con reducciones en ciertas partes, las cuales no afectaban la reputación del modelo original, y que incluso llegaron a ser distintivas del mismo, como frenos de disco delanteros, sistema de precalentamiento en las versiones iniciales, calefacción en todo el habitáculo, entre otras características.
En el nuevo diseño que se adaptaría para Rusia las líneas de la carrocería permanecerían invariables, es decir; una línea de tres volúmenes muy cuadrada, pero con muchos acabados cromados que le daban una suntuosidad "muy a lo ruso".

### Motorización
El motor inicial era el motor Fiat OHV un cuatro cilindros con un solo árbol, 1,197 litros y una potencia de 60 CV, el cual iba acoplado a una caja de 4 cambios de tipo manual.
Este motor, diseñado por el italiano Aurelio Lampredi, permitía unas buenas prestaciones para la época (145 km/h) y unos consumos aceptables. La versión familiar (presentada unos pocos meses después) era mecánicamente idéntica al sedán, pero tenía las relaciones de cambios más cortas, lo que le favorecía en su aceleración a plena carga, aunque limitaba su velocidad máxima en el tope menos 5 km/h.
En la producción soviético/rusa se realizaron muchas modificaciones técnicas, como la incorporación de motores de tipo rotativo, y modificaciones estéticas muy "rusas", como una nueva parrilla delantera y trasera, manillas cromadas; como las del "Special", y se afectaron todas las variantes de dicho modelo, la berlina base y a la camioneta familiar, que incluso sirvieron como "base" de otra serie de modelos.
Los motores de la serie VAZ-2101 tenían desde esa entonces la mayor capacidad de cilindraje y la mejor (por no decir excelente) respuesta de aceleración de todos los turismos soviético/rusos de la época. En combinación con una robusta transmisión de cuatro velocidades que brindó gran confianza, incluso a conductores con experiencia; la suficiente fuerza y fiabilidad para superar las serpenteantes montañas de la geografía rusa, y en conjunto a los descensos y ascensos prolongados de la misma. La innovación fue mayoritariamente aplicada al circuito de tipo cerrado en el sistema de refrigeración, diseñado para uso con anticongelante únicamente.
Los principales cambios afectaron a los motores, cuya potencia se incrementó unos 5 CV de media en todas las versiones, y en las versiones especializadas, que detentarían prestaciones por encima de la versión familiar, y que incluso incorporaban mejoras en lo concerniente al habitáculo y a las suspensiones. Antes de eso, los modelos soviéticos de las otras clases de coches en circulación se proveían en su depósito de compensación de refrigerante con agua, y sus radiadores a menudo; los llenados con agua, aparecían en la temporada de invierno congelados, por lo que era necesario "calentar los citados depósitos" en frente de cada estacionamiento. y que gracias a la aparición en las calles del VAZ-2101 se crearía una amplísima red de estaciones de servicio asequibles al público en general, lo que hacía de antes de su llegada un problema recurrente; y que el Soviét supremo iría solucionando; primero con redes de autoservicios como las existentes en occidente, y con soluciones provistas por los ingenieros en las que se mejoraba el diseño del motor, las cuales las solucionaban paliativamente con la adición de un sistema de calentamiento, y reemplazando el agua con fluido refrigerante los atascos del encendido y del refrigerante.

### Acabados e interior
En el VAZ-2101 se utilizó por primera vez interiores de plástico en la decoración de su habitáculo interno; hechos con la pretensión de no temerle a la luz solar directa. Así, la planta AvtoVAZ trajo a la Unión Soviética una serie de nuevas tecnologías y nuevos materiales hasta ahora desconocidos en la tecnología automotriz soviética, estancada en la ingeniería militar y alejada de las necesidades civiles de los usuarios de un automóvil.

## Variantes

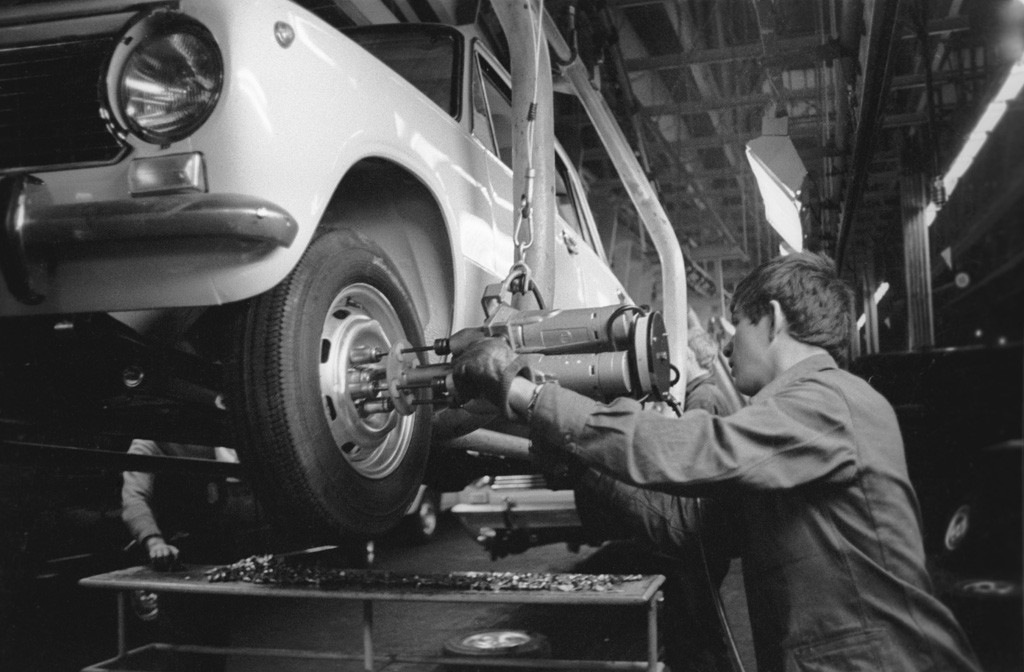
Una toma de las líneas de montaje en la planta de VAZ. en la ciudad de Tolyatti, Rusia, en 1969 se inicia la producción del coche, siendo retirada su producción a las instalaciones de Izhmash en el año de 2009.

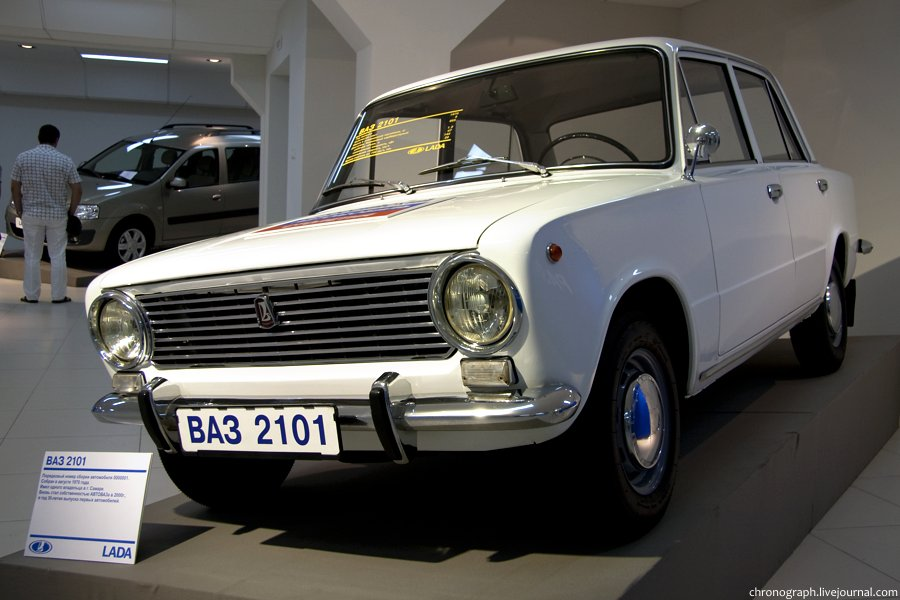
El primer VAZ-2101/Lada Zhiguli de producción, en exhibición.

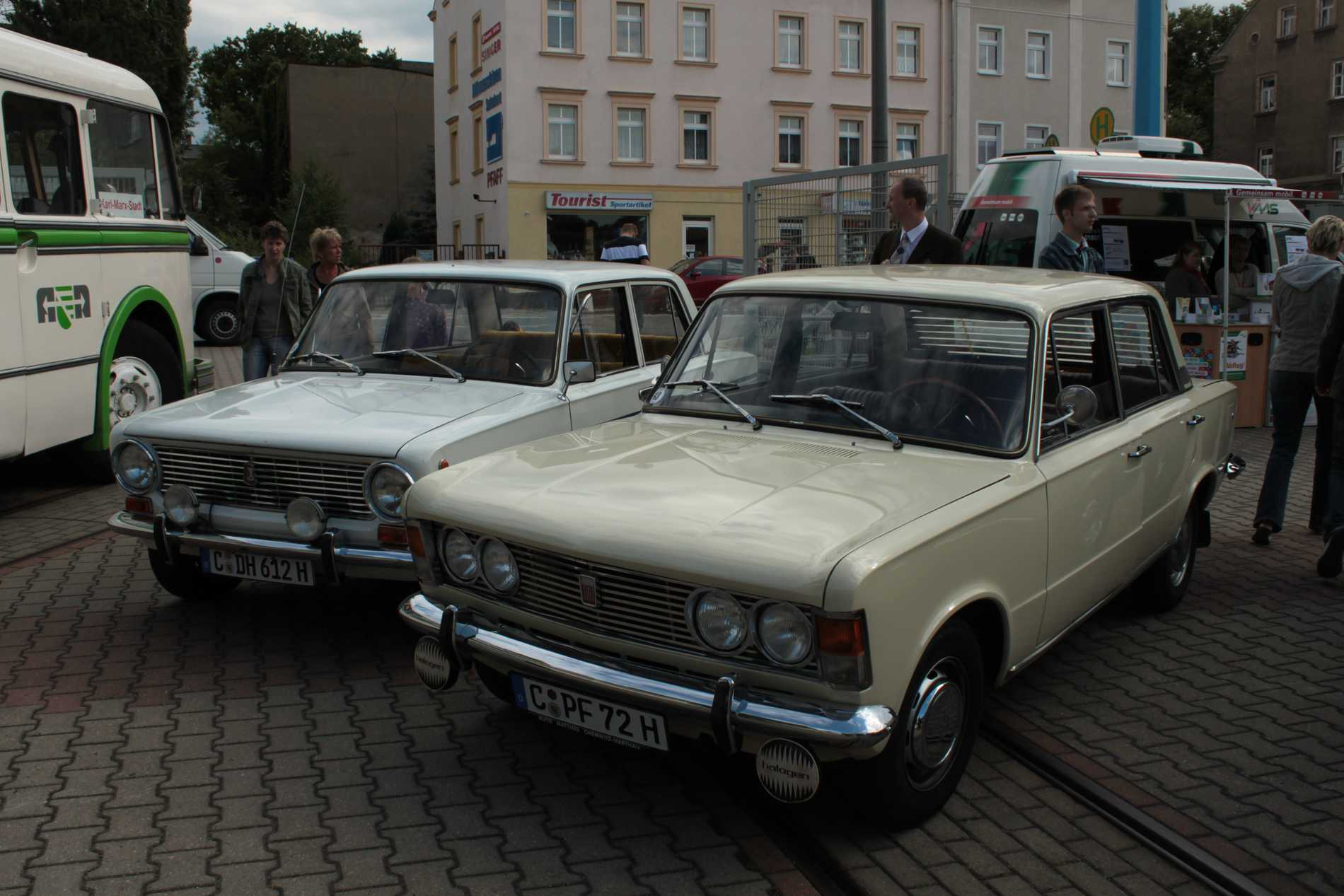
Una comparación entre el VAZ-2101 y el Fiat Polski 125p.

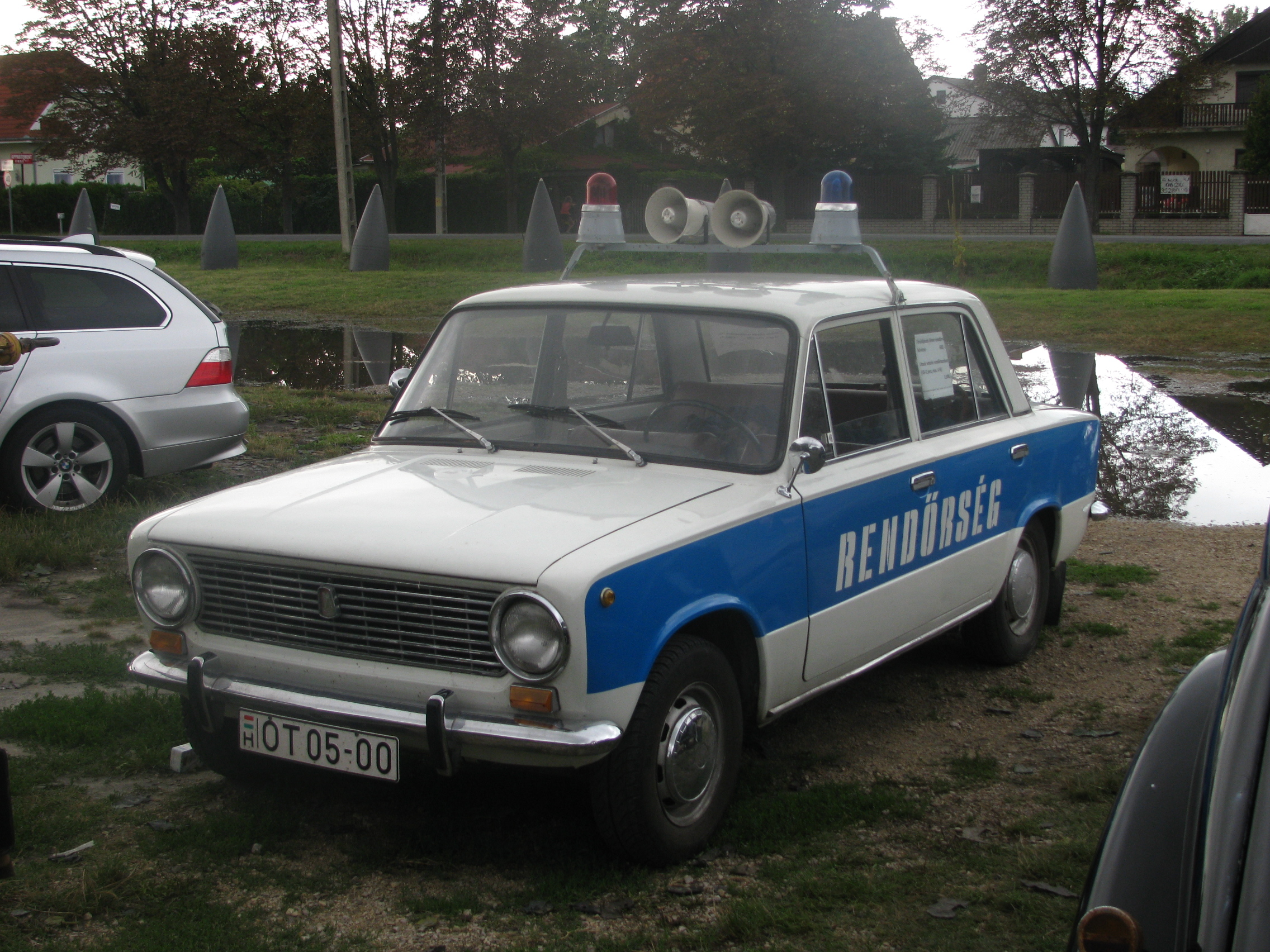
Radiopatrulla húngara basada en el VAZ-2104.

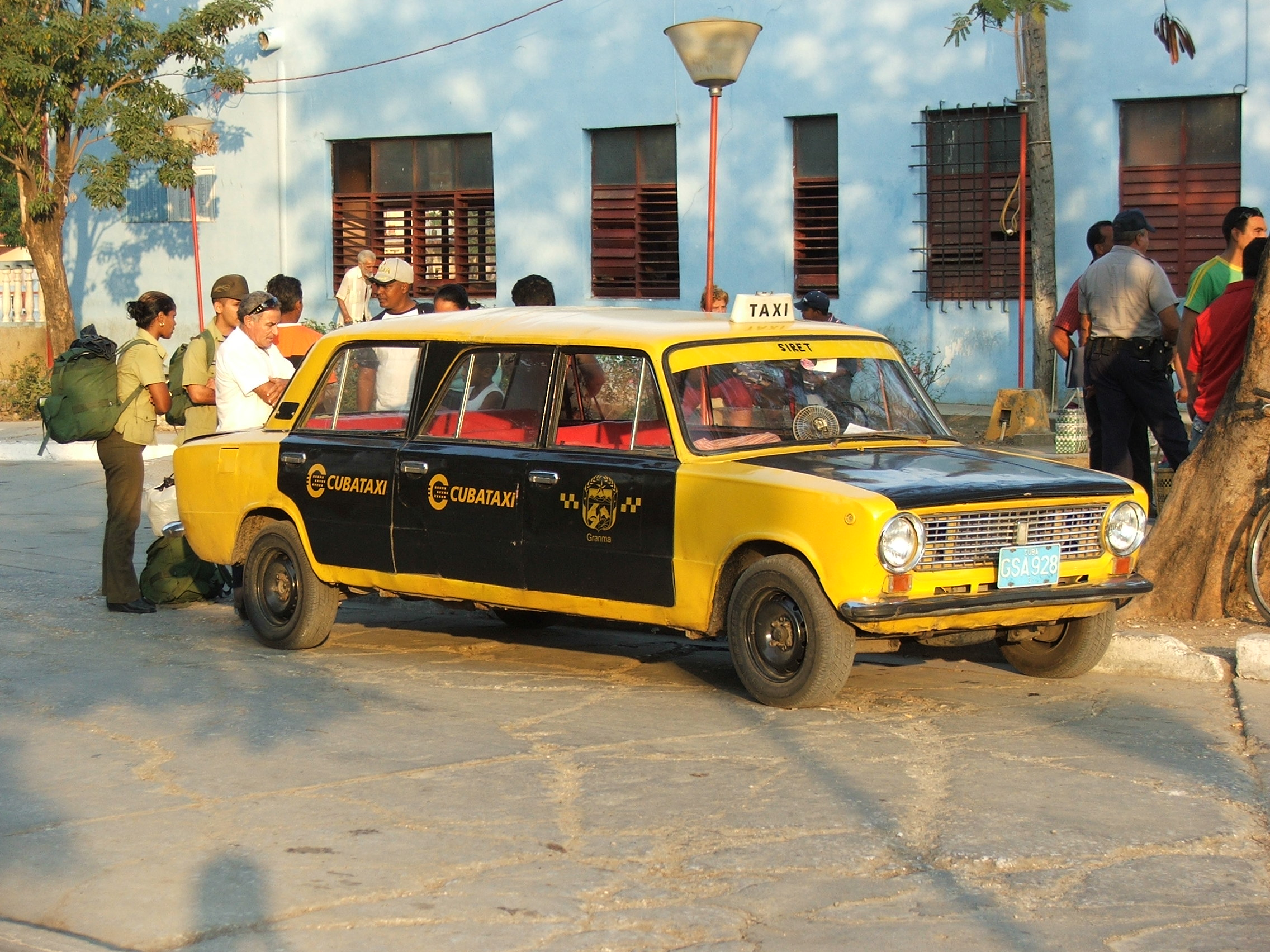
Una de las muestras del ingenio cubano, la Ladalimusina, hecha de la unión de dos carrocerías del VAZ-2101.

- Lada Zhiguli/VAZ2101-2102 Sedán

| Nombre de Lista | Motor | Nombre de Exportación | Años de Producción | Notas al pie              |
| --------------- | ----- | --------------------- | ------------------ | ------------------------- |
| 2101            | 1.2L  | Lada 1200             | 1970–1982          | Volante a la izquierda    |
| 21011           | 1.3L  | Lada 1300             | 1974–1981          | Volante a la izquierda    |
| 21012           | 1.2L  | -                     | -                  | Volante a la Derecha      |
| 21013           | 1.2L  | Lada 1200 L           | 1977–1983          | Volante a la izquierda    |
| 21016           | 1.5L  | -                     | -                  | Vehículo Policial         |
| 21018           | 1.3L  | -                     | -                  | Vehículo con motor Wankel |
| 21019           | 2.3L  | -                     | -                  | Vehículo con motor Wankel |

- VAZ-2102 Station Wagon

| Nombre de Lista | Motor | Nombre de Exportación | Años de Producción | Notas al pie            |
| --------------- | ----- | --------------------- | ------------------ | ----------------------- |
| 2102            | 1.2L  | Lada 1200 Combi       | 1972–1986          | Volante a la izquierda  |
| 21021           | 1.3L  | Lada 1300 Combi       | 1978–1981          | Volante a la izquierda. |
| 21022           | 1.2L  | -                     | -                  | Volante a la Derecha.   |
| 21024           | 1.3L  | -                     | -                  | Volante a la Derecha.   |
| 21023           | 1.5L  | Lada 1500 Combi       | 1977–1984          | Volante a la izquierda. |
| 21026           | 1.5L  | -                     | -                  | Volante a la Derecha.   |

- VAZ-2103 Sedan

| Nombre de Lista | Motor | Nombre de Exportación | Años de Producción | Notas al pie                         |
| --------------- | ----- | --------------------- | ------------------ | ------------------------------------ |
| 2103            | 1.5L  | Lada 1500             | 1972–1984          | Volante a la izquierda.              |
| 21033           | 1.3L  | Lada 1300 S           | 1977–1983          | Versiones de exportación únicamente. |
| 21035           | 1.2L  | Lada 1200SL           | 1972–1981          | Versiones de exportación únicamente. |

- VAZ-2106 Sedan

| Nombre de Lista | Motor | Nombre de Exportación | Años de Producción | Notas al pie                                                          |
| --------------- | ----- | --------------------- | ------------------ | --------------------------------------------------------------------- |
| 2106            | 1.6L  | Lada 1600             | 1976–2001/2005     | Volante a la izquierda                                                |
| 21061           | 1.5L  | Lada 1500 DL          | 1976–1988          | Volante a la izquierda, versión de exportación; únicamente en Canadá. |
| 21062           | 1.6L  | Lada 1600             | 1976–2001          | Volante a la Derecha, de exportación únicamente.                      |
| 21063           | 1.3L  | Lada 1300 SL          | 1976–1988          | Volante a la izquierda, versión económica                             |
| 21064           | 1.6L  | Lada 1600 SL          | -                  | Versión de lujo, de exportación únicamente, con caja de 5 marchas.    |
| 21065           | 1.6L  | -                     | 1990–2001          | Versión de lujo, de exportación únicamente, con caja de 5 marchas.    |

- VAZ-2104 Station Wagon

| Nombre de Lista | Motor       | Nombre de Exportación                                            | Años de Producción | Notas al pie |
| --------------- | ----------- | ---------------------------------------------------------------- | ------------------ | --- |
| 2104            | 1.3L        | Lada Nova 1300 Break Lada Nova 1300 Estate Lada Nova 1300 Family | 1984–1994          | |
| 21041           | 1.6L        | Lada Laika                                                       | 2000–2004          | Con caja de 5 marchas                                                                                                 |
| 21043           | 1.5L        | Lada Nova 1500 Break Lada Nova 1500 Estate Lada Nova 1500 Family | 1984–2004          | Versión con caja de 5 marchas.                                                                                        |
| 21044           | 1.7L        | Lada Nova 1700 Break Lada Nova 1700 Estate Lada Nova 1700 Family | -                  | Versión de exportación únicamente; sistema fuel injection del tipo CPI (Sistema de Puerto Central), proveniente de GM |
| 21045           | 1.5L Diésel | -                                                                | -                  | Versión de exportación únicamente; con un motor producido bajo licencia                                               |
| 21046           | 1.3L        | -                                                                | -                  | Volante a la Derecha                                                                                                  |
| 21047           | 1.5L        | -                                                                | -                  | Versión de lujo del 21043, volante a la derecha                                                                       |

- VAZ-2105 Sedan

| Nombre de Lista | Motor | Nombre de Exportación   | Años de Producción | Notas al pie |
| --------------- | ----- | ----------------------- | ------------------ | --- |
| 2105            | 1.3L  | Lada Nova Lada 1300 L   | 1979–1995          | |
| 21051           | 1.2L  | Lada Junior Lada 1200 S | 1979–1995          | |
| 21053           | 1.5L  | Lada Nova Lada Laika    | 1979–2004          | |
| 21054           | 1.6L  | -                       | -                  | Versión Policial; viene con un tanque de gasolina y una batería adicional                                                                                        |
| 21056           | 1.3L  | Lada Riva               | 1983–1997          | Volante a la Derecha |
| 21057           | 1.5L  | Lada Riva               | 1983–1997          | Volante a la Derecha |
| 21058           | 1.2L  | Lada Riva               | 1983–1997          | Volante a la Derecha |
| 21059           | -     | -                       | -                  | Versión Policial; viene con un Motor Wankel VAZ-4132 |
| 2105 VFTS       | 1.6L  | -                       | 1982-2010          | Versión de alto desempeño, equipada con un motor de 160 HP (119 kW) de fuerza motora y turbocargador (1.8l con un turbo de admisión y cerca de 240 HP de fuerza) |